# FC Grenchen
Fussballclub Grenchen – szwajcarski klub piłkarski z siedzibą w Grenchen.

## Historia
Fussballclub Grenchen został założony w 2 lipca 1906. W 1913 klub połączył się z FC Old Boys Grenchen zachowując przy tym starą nazwę. W pierwszej lidze Grenchen zadebiutował w 1924. Grenchen nie udało się zakwalifikować do utworzonej Nationalligi A w 1931. Do Nationalligi A klub awansował w 1937. Już dwa lata później Grenchen zdobyło tytuł wicemistrzów Szwajcarii.
Sukces ten powtórzyło w 1940 i 1942. W Pucharze Szwajcarii Grenchen dochodził do finału w 1940 i 1948. W 1951 klub po 14 latach spadł do drugiej ligi. Do szwajcarskiej ekstraklasy powrócił po rocznej przerwie w 1952. W 1956 klub ponownie spadł do drugiej ligi, by rok później do niej powrócić. Niezwykle udany dla klubu był rok 1959, kiedy to po raz czwarty i zarazem ostatni klub zdobył wicemistrzostwo Szwajcarii oraz jedyny raz w swojej historii zdobył Puchar Szwajcarii. Ostatnim sukcesem Grenchen był finał Pucharu Szwajcarii w 1960. W 1967 klub spadł do drugiej ligi. Do Nationalligi A Grenchen wracało jeszcze dwukrotnie w 1971 i 1985. W 1995 klub spadł do trzeciej ligi i występuje w niej do chwili obecnej.

## Sukcesy
- Wicemistrzostwo Szwajcarii (4): 1939, 1940, 1942, 1959.
- Puchar Szwajcarii (1): 1959.
- Finał Pucharu Szwajcarii (3): 1940, 1948, 1960.

## Reprezentanci kraju grający w klubie
| - Marco Walker - Erwin Ballabio - Paul Aeby - Karl Elsener - Marcel Mauron - Willy Allemann - Fritz Morf - Heinz Lüdi | - Otto Pfister - Włodzimierz Ciołek - Joetex Asamoah Frimpong - Abdou Moumouni - Yao Aziawonou - Yao Mawuko Sènaya |

## Trenerzy klubu
- Erwin Ballabio (1955-65)
- Zlatko Čajkovski (1980)

## Sezony wSwiss Super League
| Sezon   | Uzyskane Miejsce    |
| ------- | ------------------- |
| 1924-25 | 7 w gr. centralnej  |
| 1925-26 | 9 w gr. centralnej  |
| 1926-27 | 3 w gr. centralnej  |
| 1927-28 | 6 w gr. centralnej  |
| 1928-29 | 6 w gr. centralnej  |
| 1929-30 | 3 w gr. centralnej  |
| 1930-31 | 10 w gr. centralnej |
| 1937-38 | 10                  |
| 1938-39 | 2                   |
| 1939-40 | 2                   |
| 1940-41 | 6                   |
| 1941-42 | 2                   |
| 1942-43 | 7                   |

| Sezon   | Uzyskane Miejsce |
| ------- | ---------------- |
| 1943-44 | 8                |
| 1944-45 | 4                |
| 1945-46 | 11               |
| 1946-47 | 7                |
| 1947-48 | 6                |
| 1948-49 | 10               |
| 1949-50 | 7                |
| 1950-51 | 13 (spadek)      |
| 1952-53 | 12               |
| 1953-54 | 7                |
| 1954-55 | 12               |
| 1955-56 | 13 (spadek)      |
| 1957-58 | 5                |

| Sezon   | Uzyskane Miejsce |
| ------- | ---------------- |
| 1958-59 | 2                |
| 1959-60 | 11               |
| 1960-61 | 4                |
| 1961-62 | 11               |
| 1962-63 | 9                |
| 1963-64 | 3                |
| 1964-65 | 11               |
| 1965-66 | 11               |
| 1966-67 | 8                |
| 1967-68 | 14 (spadek)      |
| 1971-72 | 10               |
| 1972-73 | 14 (spadek)      |
| 1985-86 | 15 (spadek)      |